# Ришо, Бенуа
Бенуа Ришо (фр. Benoît Richaud; род. 16 января 1988, Авиньон, Франция) — французский фигурист. Выступал в танцах на льду, в паре Террой Финдли является бронзовым призёром чемпионата Франции (2009). После завершения соревновательной карьеры работает хореографом и тренером по фигурному катанию.

## Биография

### Карьера фигуриста
Бенуа Ришо родился 16 января 1988 года в Авиньоне. С шести до девяти лет занимался одиночным катанием. В танцах на льду его первой партнёршей была Скарлетт Рузе. Затем он катался в паре Элоди Бруйе, с которой в декабре 2004 года стал чемпионом Франции среди юниоров. В сезоне 2006/07 пара завоевала медали на этапах юниорского Гран-при: в Мексике они завоевали серебряную медаль, на этапе во Франции — бронзовую медаль. 
В ноябре 2007 года партнёршей Ришо стала Терра Финдли. В декабре 2008 года пара завоевала бронзовую медаль на чемпионате Франции. Ришо и Финдли квалифицировались на чемпионат Европы в Хельсинки, где заняли девятнадцатое место. В конце сезона их партнёрство закончилось. Тренировался Ришо у Мюриель Буше-Зазуи и Ромена Агеноэра.

### Карьера хореографа
После завершения карьеры Ришо работает хореографом. Он поставил хореографию для программ Каори Сакамото, Даниэля Грассля, Адама Сяо Хим Фа, Брэди Теннелл, Маи Михары, Рики Кихиры, Сатоко Мияхары, Эвы-Лотты Кийбус, Дайсукэ Такахаси, Елизаветы Туктамышевой, Дениса Тена, Маэ-Беренис Мейте, Дениса Васильева, Иветт Тот, Михала Бржезины, Элишки Бржезиновой, Донована Каррильо, Алексы Книрим и Криса Книрим, Екатерины Кураковой, Цзинь Бояна, Сюна Сато, Ань Сянъи, Евгения Семененко и других.
С 2022 года является тренером Адама Сяо Хим Фа и Брэди Теннелл.
В 2023 году был номинирован на премию ISU Skating Awards в номинации «Лучший хореограф».

## Спортивные достижения
| В паре с Элоди Бруйе         |       |       |
| Соревнования                 | 05/06 | 06/07 |
| Международные среди юниоров  |       |       |
| Чемпионат мира среди юниоров | 13    | 7     |
| Финал юниорского Гран-при    |       | 7     |
| Этап Гран-при. Япония        | 4     |       |
| Этап Гран-при. Мексика       |       | 2     |
| Этап Гран-при. Франция       |       | 3     |
| Этап Гран-при. Эстония       | 5     |       |
| Национальные                 |       |       |
| Чемпионат Франции            | 1 юн. | 2 юн. |

| В паре с Террой Финдли       |       |
| Соревнования                 | 08/09 |
| Международные                |       |
| Чемпионат Европы             | 19    |
| Международные среди юниоров  |       |
| Чемпионат мира среди юниоров | 10    |
| Этап Гран-при. Беларусь      | 3     |
| Этап Гран-при. Франция       | 4     |
| Национальные                 |       |
| Чемпионат Франции            | 3     |